# Phare de La Pointe

Le phare de La Pointe (en anglais : La Pointe Light), est un phare du lac Supérieur situé sur Long Island, l'une des îles des Apôtres dans le comté d'Ashland, Wisconsin.
Ce phare est inscrit au Registre national des lieux historiques depuis le 4 août 1983 sous le n° 83003366.

## Historique
Ce phare, mis en service en 1896, est l'un des plus anciens phares métalliques à claire-voie des Grands Lacs, il a joué un rôle important dans le transport sur le lac Supérieur. Il a remplacé une tour carrée en bois, construite en 1858, qui était située à environ 910 m  à l'ouest de la lumière actuelle. La lentille de Fresnel de quatrième ordre précédente a été déplacée au phare de Chequamegon Point en 1897.

### Visite des îles
La plupart des îles des Apôtres sont actuellement détenues par le National Park Service et font partie de l'Apostle Islands National Lakeshore. Elles peuvent être atteintes par le bateau-taxi Apostle Islands Cruise Service  ou par bateau privé pendant l'été, un service de traversée en ferry est disponible pour tous les phares. Pendant la saison touristique, des gardes forestiers bénévoles sont sur de nombreuses îles pour accueillir les visiteurs.

## Description
Le phare  est une tour métallique pyramidale à claire-voie de 20 m de haut, avec double galerie et lanterne, à côté d'un petit bâtiment technique. Le phare est peint en blanc et la lanterne est noire.
Son feu isophase émet, à une hauteur focale de 20 m, une lumière verte durant trois secondes par période de 6 secondes. Sa portée est de 8 milles nautiques (environ 15 km).

## Caractéristiques dufeu maritime
Fréquence : 6 secondes (G)
- Lumière : 3 secondes
- Obscurité : 3 secondes

Identifiant : ARLHS : USA-423 ; USCG :  7-15280  .

Localisation de Long Island
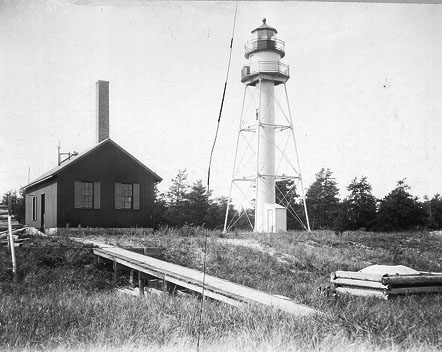
Le phare (photo USCG)
Plan de la lanterne

### Lien connexe
- Liste des phares du Wisconsin